# Estatus de los animales como mercancías

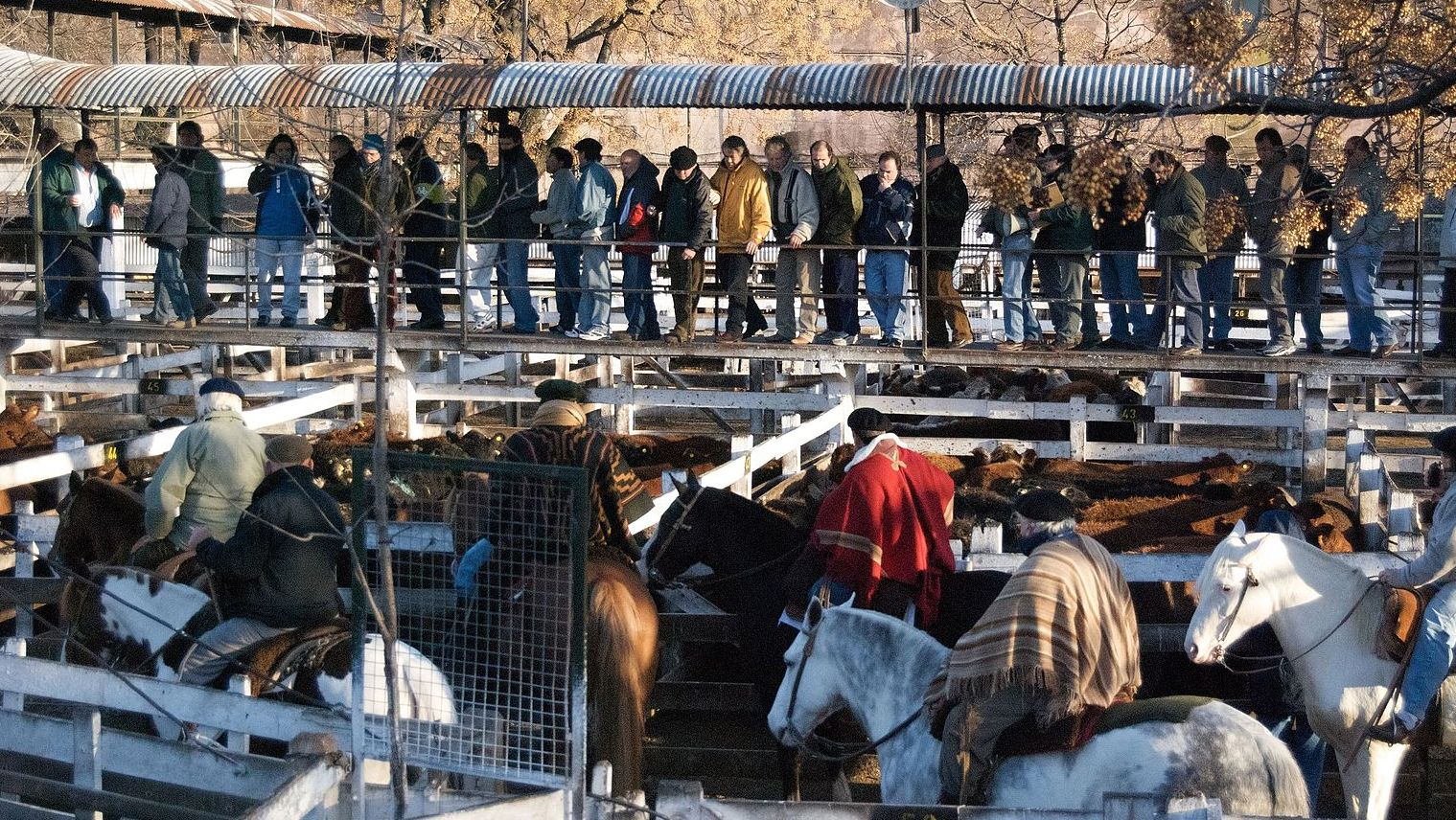
Mercado de ganado de Liniers, Buenos Aires, Argentina, 2009

El estado de mercancía de los animales se refiere al estado legal de propiedad de la mayoría de los animales no humanos, particularmente el ganado, los animales para trabajo y deportes, y su uso como objetos de comercio, sea para alimentos, vestimenta, medicamentos, cosméticos, transporte, experimentación, ayuda en el trabajo o entretenimiento. En los Estados Unidos, los animales que vagan libres, ferae naturae, son en general legalmente custodiados por el estado; solo si son capturados pueden ser reclamados como propiedad personal.
Los animales considerados como mercancía pueden ser comprados, vendidos, regalados, legados, matados y utilizados como productores de otras mercancías: carne, huevos, leche, pieles, lana, cuero y descendencia, entre otras cosas. El valor de cambio del animal no depende de su calidad de vida.
El estado de mercancía del ganado es evidente en las subastas, donde son marcados con un código de barras y comercializados de acuerdo a distintas cualidades, como edad, peso, sexo e historia de crianza.
En mercados centrales, los animales y los productos animales están clasificados como «mercancías blandas», junto con productos como el café y el azúcar, porque son criados, en oposición a las mercancías duras, como el oro y el cobre, que son extraídas.
Hay investigadores que identifican ver a los animales como mercancía por los humanos como una manifestación del especismo. Los veganos y los movimientos por los derechos de los animales, principalmente el enfoque abolicionista, del siglo XX que exige eliminar el estado de mercancía y/o propiedad de los animales.

## Historia y legislación
Los animales, cuando son adueñados son clasificados como propiedad personal, o sea bienes muebles no sujetos a inmuebles. La palabra ganado, de origen germánico, es una de las voces latinas más antiguamente documentadas y significa riqueza o bienes.
La historiadora Joyce Salisbury escribió que la relación entre humanos y animales fue siempre expresada en términos de control y que la idea que los animales devienen propiedad por ser domesticados. Ella notó que San Ambrosio (340–397) sostuvo la mirada de que Dios controla a los animales salvajes mientras que la humanidad controla al resto. Isidoro De Sevilla (560–636) distinguió entre «ganado», palabra para animales que habían sido domesticados, y «bestias» o animales salvajes, como también lo hizo Santo Tomás de Aquino (1225–1274).

El jurista inglés William Blackstone (1723–1780) escribió sobre animales domesticados en «Commentaries on the Laws of England», en castellano «Comentarios sobre las Leyes de Inglaterra» (1765–1769):

Sobre los que son de naturaleza domesticada y doméstica (como caballos, kine [vacas], ovejas, aves de corral y similares), un hombre puede tener propiedad tan absoluta como sobre cualquier ser inanimado ... porque estos continúan perpetuamente en su ocupación, y no se apartarán de su casa o persona, a menos que sea por accidente o apropiación fraudulenta, en cualquiera de estos casos el dueño no pierde su propiedad ... "
Que los animales salvajes pertenecen a todo el mundo en común o al estado, y que pueden devenir propiedades personales solo si son capturados, se conoce como la doctrina «ferae naturae». Blackstone escribió que los animales salvajes que «no son objetos de propiedad en absoluto, o bien entran en nuestra otra división, concretamente, aquello de propiedad cualificada, limitada, o especial, que es que no es en su naturaleza permanente, pero a veces puede subsistir y otras no».

## Sintiencia
Escribiendo sobre los animales salvajes que eran importados a Francia en el siglo XVIII, el historiador Louise Robbins escribió que una «biografía cultural de las cosas» podría mostrar a los animales «yendo y viniendo del status de propiedad y tomando distintos valores diferentes para distintas personas» mientras  que van desde sus hogares hacia las calles de París. El sociólogo Rhoda Wilkie utilizó el plazo «mercancía sintiente» para describir esta visión de cómo la concepción de los animales como mercancía puede cambiar según si un ser humano forma una relación con ellos. Las geógrafas Rosemary-Claire Collard y Jessica Dempsey utilizaron el término «mercancías vivas».
El politólogo Sami Torssonen argumenta que el bienestar animal ha sido mercantilizado desde los años 1990s debido a la preocupación pública por los animales. Los productos «no testeados en animales», a los que Torssonen llama «sellfare» son «producibles y vendibles en varios puntos de la cadena de productos,» sujetos a la competencia como cualquier otra mercancía.